# Castrillo de Riopisuerga
Castrillo de Riopisuerga település Spanyolországban, Burgos tartományban. Castrillo de Riopisuerga Herrera de Pisuerga, Zarzosa de Río Pisuerga, Sotresgudo és Rezmondo községekkel határos. Lakosainak száma 58 fő (2024).

## Népesség
A település népessége az utóbbi években az alábbiak szerint változott:
| Lakosok száma | 86   | 87   | 76   | 66   | 70   | 66   | 61   | 61   | 57   | 58   |
|               | 2001 | 2004 | 2006 | 2009 | 2011 | 2014 | 2016 | 2019 | 2021 | 2024 |